# Backfire (БПЛА)
Backfire (укр. Бе́кфа́єр) — український ударний безпілотний авіаційний комплекс, що розробляється в межах оборонного кластера Brave1. Виробником Backfire є ТОВ "Злі птахи", м. Миколаїв.

## Історія
Про існування комплексу відомо щонайменше з серпня 2023 року. 21 листопада Міністр цифрової трансформації Михайло Федоров повідомив, що дрон на той момент здійснив щонайменше 50 успішних місій.

## Опис
Backfire — безпілотний літальний апарат літакового типу, оснащений електродвигуном. Оснащений обладнанням для GPS і балістичним калькулятором для скидання боєприпасів.
Заявлені характеристики :
- Розмах крил: 3.4 м
- Крейсерська швидкість: 90—100 км/год
- Практична стеля: 1500 м
- Операційна стеля: 300 м
- Висота скидання боєприпасів: 50—300 м
- Бойовий радіус: 50 км
- Корисне навантаження: до 6 кг
- Точність ураження: до 5 м